# Симфония № 1 (Цемлинский)
Симфония № 1 ре минор — вторая симфония А. Цемлинского (от первой, ми-минорной, сохранилось лишь две части), иногда поэтому обозначается как № 2. Написана в 1892—1893 годах. Первая её часть была исполнена в июле этого же года на публичном концерте в Венской консерватории (итоговый концерт за семестр) в присутствии И. Брамса, дирижировал сам Цемлинский. Премьера всей симфонии состоялась 10 февраля 1893 года (симфонический оркестр Венской консерватории, дирижёр — И. Н. Фукс). Произведение было принято достаточно хорошо, даже едкий критик Э. Ганслик написал одобрительную рецензию в Neue Freie Presse. В частности, он заявил, что «Цемлинский выучился паре-тройке вещей. Когда-то это означало бы предстоящий конец. Сегодня, к сожалению, это считается уже достижением».

## Музыка
Симфония имеет традиционное четырёхчастное построение.
- I. Allegro ma non troppo.
- II. Scherzo. Allegro scherzando. — Trio. Viel ruhiger. — Tempo I.
- III. Sehr innig und breit. — Sehr bewegt. — Tempo I.
- IV. Moderato.

Музыка являет собой творение ещё только начинающего композитора. Построение симфонии — классическое, оркестровка хотя и умела, но весьма консервативна, предвидеть богатейшую палитру Цемлинского из этой симфонии невозможно. В сущности, это хорошее сочинение хорошего ученика Брамса. Также прослеживаются уроки Роберта Фукса в области мелодического развития: его система требовала развития всего тематического материала из одной маленькой темки. Так или иначе вся симфония выходит, прямо или косвенно, из первых пяти нот. Однако Цемлинский обошёл стороной строгую логику симфонического развития. Напротив, он позволил проявиться некоторым академически «сомнительным» влияниям: разработке первой части с её остинато у струнных много ближе образцы А. Брукнера, чем Брамса; время от времени встречаются хроматические колебания в стиле Вагнера. Естественнее всего удалось Цемлинскому объединить элементы разных стилей в медленной третьей части, оркестровка которой — самая свободная.

## Текст
Хотя сначала публика приняла симфонию с расположением, в дальнейшем она была забыта, и когда Дж. Конлон в 1991 году (имея целью впервые записать её) стал разыскивать полную партитуру, он не смог найти таковую даже в архиве Цемлинского в Библиотеке Конгресса. Была найдена лишь копия, обрывавшаяся после тридцать девятого такта последней части. Затем, однако, в Вашингтоне был найден фрагмент, начинающийся с сорок первого такта финала. Требовалось восполнить лишь один такт, что и сделал (по аналогии с похожим местом, расположенным позднее) в 1995 году Э. Бомон, редактор реконструированной симфонии.

## Записи
| Год записи | Дирижёр    | Оркестр                                       | Фирма                           |
| ---------- | ---------- | --------------------------------------------- | ------------------------------- |
| 1989       | Л. Райтер  | Симфонический оркестр Чехословацкого радио    | Marco Polo — 8.223166           |
| 1996       | Дж. Конлон | Гюрцених-оркестр                              | EMI Classics — 7243 5 56473 2 0 |
|            | Э. Бомон   | Симфонический оркестр Северогерманского радио | Capriccio — 10 740              |
| 2003       | Э. Бомон   | Чешский филармонический оркестр               | Chandos — CHAN 10138            |